# Лазаров, Крыстю
Крыстю Лазаров (Кръстю Лазаров, Крсто Лазаров; 1881 — 15 января 1945) — северномакедоно-болгарский революционер, командир повстанческой четы, участник Кумановской битвы и других военных кампаний против Османской Турции, обеих Балканских, а также обеих мировых войн.

## Биография
Крыстю Лазаров родился в 1881 году, в северномакедонском селе Конюх, невдалеке от города Куманово — в тогдашних пределах Османской империи. Отец умер до его рождения. Семью Лазаровых (Крыстю, его мать и старшего брата) взял под свою опеку четнический воевода Ангел Малинский. Иногда юный Крыстю использовался Малинским в качестве курьера.
Ни в одной из составляющих Турецкую империю стран волнения не бывают столь часты, как в Македонии. (…) В настоящее время Порта перевела в Македонию значительную часть своего гарнизона, который она была вынуждена удалить с Крита; а затем занимается подстрекательством албанцев, многие вожди которых пользуются особенною благосклонностью в Ильдыз-Киоске.
 — писала газета «Московские ведомости» 21 января 1899 года. В 1900 году 19-летний Крыстю Лазаров вступил в ряды Внутренней македонско-одринской революционной организации. В 1901—1903 годах он был четником в повстанческой чете капитана Йордана Стоянова.
В 1902 году Лазаров участвовал в Горноджумайском восстании. В сражении с аскерами близ села Ощава он был серьёзно ранен. Чета отступила в Болгарию, перейдя границу около Предела. Лазаров лечился до весны 1903 года, когда снова ушёл в Македонию и вступил в чету Стоянова. Чета, однако, вскоре вернулась в Софию — после серии сражений с турками в Пиринской Македонии.

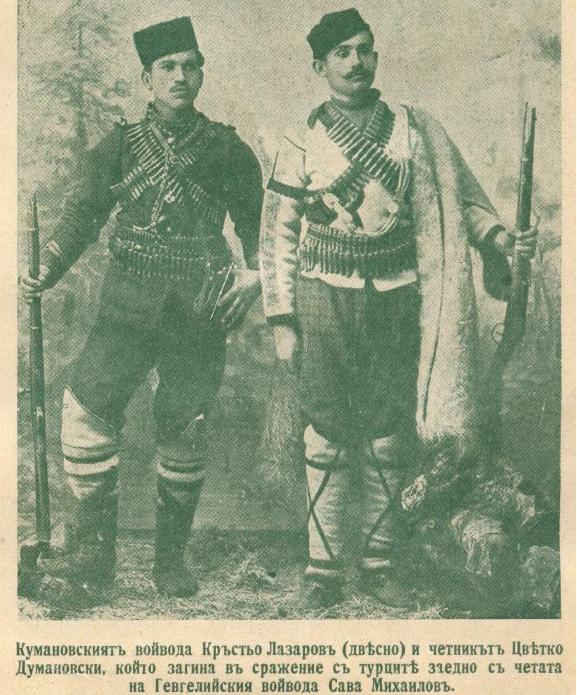
Крыстю Лазаров и четник Цвятко Думановский (погибший в составе четы Саввы Михайлова).

В том же 1903 году Крыстю Лазаров принял участие в антитурецком Ильинденском восстании — на сей раз четником в чете скопского воеводы Николы Пушкарова. После подавления восстания, Лазаров остался в Македонии и продолжал вооружённые операции против турок в Кумановской околии: в составе четы Михаила Чакова, а затем — четы Косты Нункова.
Между тем, в Македонии, ещё находящейся под властью Османской империи, обострились болгаро-сербские противоречия. В 1905 году Лазаров убил руководителя великосербской пропаганды в македонском городе Куманово. C 1907 года Лазаров — Кумановский районный воевода. Правда, его чета состоит всего из восьмерых человек. После Младотурецкого переворота Крыстю Лазаров 16 июля 1908 года перешёл на легальное положение. Это был весьма короткий период потепления отношений турок и османских христиан. Уже в следующем, 1909 году, воевода Лазаров счёл за лучшее эмигрировать в Болгарию.
Через некоторое время Лазаров нелегально вернулся в Македонию и снова возглавил чету. К маю 1910 года шовинистические и мегаломанские установки младотурок вновь обострили противоречия Стамбула с османскими христианами. 13 июля 1910 года Лазаров успешно сражался с турецкими войсками близ села Трыстеник. Но после передислокации четы Лазарова Трыстеник был разрушен турецкой артиллерией.
В Балканской и Первой мировой войнах Крыстю Лазаров участвовал в составе Болгарской армии. 23 октября 1912 года состоялась Кумановская битва, в ходе которой сербские и болгаро-армянские силы одержали победу над турецкими войсками. Одним из героев этой битвы был Крыстю Лазаров, сражавшийся, по иронии судьбы, рука об руку с сербами.
В 1919—1931 годах Лазаров — на подпольной работе в Югославии: в качестве Кумановского околийского воеводы, он продолжил борьбу против сербской власти. С сентября 1931 до мая 1933 года воевода Лазаров жил в Софии и работал над мемуарами.
В 1941 году Лазаров вернулся в Македонию в составе оккупационной Болгарской армии. В качестве воеводы Кумановской контрачеты Лазаров воевал против партизан коммунистической Народно-освободительной армии Югославии, штаб которых находился в албанском селе Матейче. 17 октября 1941 г. Лазаров наголову разгромил Козячский партизанский отряд.
В сентябре 1944 года Болгария вышла из союза с Германией и объявила ей войну. В ноябре этого года Куманово перешло под контроль Народно-освободительной армии Югославии. 15 января 1945 года Лазаров был осуждён военным трибуналом в Куманово как пособник болгарской оккупационной армии и приговорён к смертной казни. В тот же день воеводы Крыстю Лазаров, Тодор Сопотский и Игнат Мангыров, а также ещё 44 человека были расстреляны; их тела были зарыты в землю без христианского погребения.